# One Love Manchester
One Love Manchester est un concert de bienfaisance de la chanteuse américaine Ariana Grande. Il a lieu le dimanche 4 juin 2017 au Old Trafford Cricket Ground de Manchester et est diffusé notamment en direct sur BBC One, au Royaume-Uni. 
Les artistes invités comprennent Justin Bieber, The Black Eyed Peas, Coldplay, Miley Cyrus, Niall Horan, Little Mix, Katy Perry, Take That, Mac Miller, Pharrell Williams, Liam Gallagher, Imogen Heap et Robbie Williams.
Les bénéfices de l'événement financent le fonds d'urgence We Love Manchester créé par le Manchester City Council avec la Croix-Rouge britannique, à la suite de l'attentat du 22 mai 2017 à Manchester.
Le concert est retransmis sur plusieurs chaînes de télévision et sur des plate-formes de streaming dans plus de 43 pays. Sur la seule retransmission de la chaîne BBC One, l'audience a été de 11 millions de téléspectateurs : il s'agit du concert-évènement à la télévision britannique pour l'année 2017.
L'attaque de Londres la veille du concert avait semé le doute sur son maintien à moins de 48 heures d'un tel dispositif.

## Contexte
La veille avait eu lieu une attaque sur le pont de Londres et dans le quartier attenant. 

## Performances
1. Timshel (interprété par Marcus Mumford)
2. Shine (interprété par Take That)
3. Giants (interprété par Take That)
4. Rule the World (interprété par Take That)
5. Strong (interprété par Robbie Williams)
6. Angels (interprété par Robbie Williams)
7. Get Lucky (interprété par Pharrell Williams et Marcus Mumford)
8. Happy (interprété par Pharrell Williams et Miley Cyrus)
9. Inspired (interprété par Miley Cyrus)
10. Slow Hands (interprété par Niall Horan)
11. This Town (interprété par Niall Horan)
12. Be Alright (interprété par Ariana Grande)
13. Break Free (interprété par Ariana Grande)
14. Love's In Need of Love Today (vidéo de Stevie Wonder)
15. Wings (interprété par Little Mix)
16. Better Days (interprété par Victoria Monét et Ariana Grande)
17. Where Is the Love? (interprété par The Black Eyed Peas et Ariana Grande)
18. Hide and Seek (interprété par Imogen Heap)
19. My Everything (interprété par Parrs Wood High School Choir et Ariana Grande)
20. The Way (interprété par Ariana Grande et Mac Miller)
21. Dang! (interprété par Mac Miller et Ariana Grande)
22. Don't Dream It's Over (interprété par Miley Cyrus et Ariana Grande)
23. Side to Side (interprété par Ariana Grande)
24. Part of Me (interprété par Katy Perry)
25. Roar (interprété par Katy Perry)
26. Love Yourself (interprété par Justin Bieber)
27. Cold Water (interprété par Justin Bieber)
28. Love Me Harder (interprété par Ariana Grande)
29. Don't Look Back in Anger (interprété par Chris Martin, Jon Buckland et Ariana Grande)
30. Sit Down/Fix You (interprété par Coldplay)
31. Viva la Vida (interprété par Coldplay)
32. Something Just like This (interprété par Coldplay)
33. Rock 'n' Roll Star (interprété par Liam Gallagher)
34. Wall of Glass (interprété par Liam Gallagher)
35. Live Forever (interprété par Liam Gallagher, Chris Martin et Jonny Buckland)
36. One Last Time (interprété par Ariana Grande avec la participation des différents artistes)
37. Over the Rainbow (interprété par Ariana Grande)

## Clôture
Le concert se clôt par la chanson titre du film Le Magicien d'Oz : Over the Rainbow, chanté par Ariana Grande.